# The Libertines
A The Libertines egy 1997-ben alapított angol indie rock együttes Londonból. A 2004-ben megjelent The Libertines című albumuk szerepel az 1001 lemez, amit hallanod kell, mielőtt meghalsz című könyvben.

## Diszkográfia
- Up the Bracket (2002)
- The Libertines (2004)
- Anthems for Doomed Youth (2015)
- All Quiet on the Eastern Esplanade (2024)

## Fordítás
- Ez a szócikk részben vagy egészben  a   The Libertines című angol Wikipédia-szócikk fordításán alapul.  Az eredeti cikk szerkesztőit annak laptörténete sorolja fel. Ez a jelzés csupán a megfogalmazás eredetét és a szerzői jogokat jelzi, nem szolgál a cikkben szereplő információk forrásmegjelöléseként.